# Propriété et droits civils
En droit constitutionnel canadien, l'article 92(13) de la Loi constitutionnelle de 1867 accorde au gouvernement provincial l'autorité exclusive de légiférer dans les matières liées à la propriété et les droits civils dans la province. Ce pouvoir fait généralement équilibre au pouvoir fédéral en matière de trafic et commerce en vertu de l'article 91(2) et du pouvoir en droit criminel à l'article 91(27).
Il s'agit de la plus importante des dispositions provinciales de la constitution. Le pouvoir provincial sur les « matières d'une nature purement locale ou privée dans la province » à l'article 92(16), qui devait à l'origine être un pouvoir résiduel très large, a généralement été négligé au profit de la propriété et des droits civils [pas clair].
En pratique, ce pouvoir est interprété de façon généreuse, donnant autorité aux provinces sur plusieurs matières liées aux droits de propriété et aux droits relatifs au droit civil, incluant les droits contractuels, les relations ouvrières, les professions, les stratégies de commercialisation intra-provinciales, la publicité, les titres de placement, les manufactures et les industries.